# Завод № 9
«Завод № 9» — советский и российский разработчик и производитель ствольных артиллерийских систем в России, ведущий разработчик танковых пушек.
Находится в федеральной собственности, входит в состав научно-производственной корпорации «Уралвагонзавод». Акционерное общество (АО) «Завод № 9» расположен в Екатеринбурге.

## История
«Завод № 9» создан в 1942 году на базе артиллерийского производства «Уралмашзавода» (артиллерийский завод именовался мехцехом № 2, пущен 1 мая 1932 года), а также эвакуированных Кировского завода (из Ленинграда) и завода «Баррикады» (из Сталинграда). Конструкторское бюро нового завода (ОКБ-9) занялось разработкой ствольной артиллерийской техники для РККА (сухопутных войск).
За время Великой Отечественной войны завод поставил ВС Союза ССР большое количество гаубиц М-30 и Д-1. Стволы «Завода № 9» стояли на самоходных установках СУ-85, СУ-100, СУ-122, ИСУ-152, основных танках Т-34, ИС-1, ИС-2 и ИС-3 (всего за годы войны выпущено 30 000 артсистем).
После окончания Великой Отечественной войны все массовые отечественные танки вооружались пушками «Завода № 9».
В 1958 году завод вернулся в состав Уралмашзавода. В 1995 году был воссоздан как самостоятельное государственное унитарное предприятие «Завод № 9».
В 1990-е годы помимо военной стал выпускать гражданскую продукцию, используя наработки в создании артиллерийских механизмов. В частности, запустил производство мостов для троллейбусов. Не прекращались и военные разработки. В 2004 году «Завод № 9» продемонстрировал на выставке вооружений в Нижнем Тагиле новое 122-мм штурмовое орудие.
В 2005 году Минобороны России были приняты на вооружение разработанные заводом 125-мм танковые пушки для основных танков Т-80, Т-90 и 125-мм орудие 2А75 для самоходной противотанковой пушки 2С25.
Однако в 2006 году, по словам директора «Завода № 9», «предприятие практически не работало, оно было банкротом, без шансов на выживание».
Ликвидации завода удалось избежать. В 2008 году он был преобразован из Федерального государственного унитарного предприятия (ФГУП) в Открытое акционерное общество (ОАО) в соответствии с указом Президента России. 100 процентов акций «Завода № 9» были внесены в уставный капитал «Уралвагонзавода».
В том же году, впервые за предыдущие десять лет, завод перестал приносить убытки.
В рамках интеграции с другими предприятиями корпорации «Уралвагонзавод» завод, к частности, осваивает производство 152-миллиметровой гаубицы 2А64 для самоходной артиллерийской гаубицы Мста-С производства «Уралтрансмаша».

## Продукция
В настоящее время «Завод № 9» производит около двадцати наименований продукции как гражданского, так и военного назначения. Из них наиболее значимые:
- буксируемые орудия, в том числе гаубица Д-30A;
- танковые пушки для модернизируемых Т-62 и Т-72, а также для новых танков Т-90 и Т-14;
- реактивные бомбомётные установки РБУ-1000 и РБУ-6000.

Немаловажное значение для завода имеет обслуживание своих артиллерийских систем, состоящих на вооружении свыше 60 государств мира.

## Санкции
23 февраля 2024 года Завод № 9 включён в санкционный список стран Евросоюза как предприятие производящее гаубицу Д-30А и пушки для танков Т-62, Т-72 и Т-90, которые «используются Вооруженными силами России в ходе агрессивной войны против Украины». Также завод был включён в блокирующий санкционный список США.